# تیلان (فاریاب)
تیلان (به لاتین: Teylan) یک منطقهٔ مسکونی در افغانستان است که در ولسوالی پشتون‌کوت واقع شده‌است.